# Labium sculpturatum
Labium sculpturatum là một loài tò vò trong họ Ichneumonidae.